# Probreviceps uluguruensis
Probreviceps uluguruensis é uma espécie de anfíbio da família Microhylidae.
É endémica da Tanzânia.
Os seus habitats naturais são: regiões subtropicais ou tropicais húmidas de alta altitude e campos de altitude subtropicais ou tropicais.
Está ameaçada por perda de habitat.